# Рудольф Гейгер
Рудольф Оскар Роберт Вільямс Гейгер (нім. Rudolf Oskar Robert Williams Geiger; Німецька: [ˈɡaɪɡɐ]; 24 серпня 1894 — 22 січня 1981) — німецький метеоролог та кліматолог. Працював з Владіміром Кеппеном над кліматологією, звідси й класифікація клімату Кеппена-Гейгера. Син індолога Вільгельма Гейгера та брат фізика Ганса Гейгера.